# Хузарешти (Алба)
Хузарешти (рум. Huzărești) насеље је у Румунији у округу Алба у општини Гарда де Сус. Општина се налази на надморској висини од 955 m.

## Становништво
Према подацима из 2002. године у насељу је живело 113 становника, од којих су сви румунске националности.